# Aglona socken
Aglonas socken (lettiska: Aglonas pagasts) är ett administrativt område i Aglona kommun, Lettland.